# Chúa sơn lâm

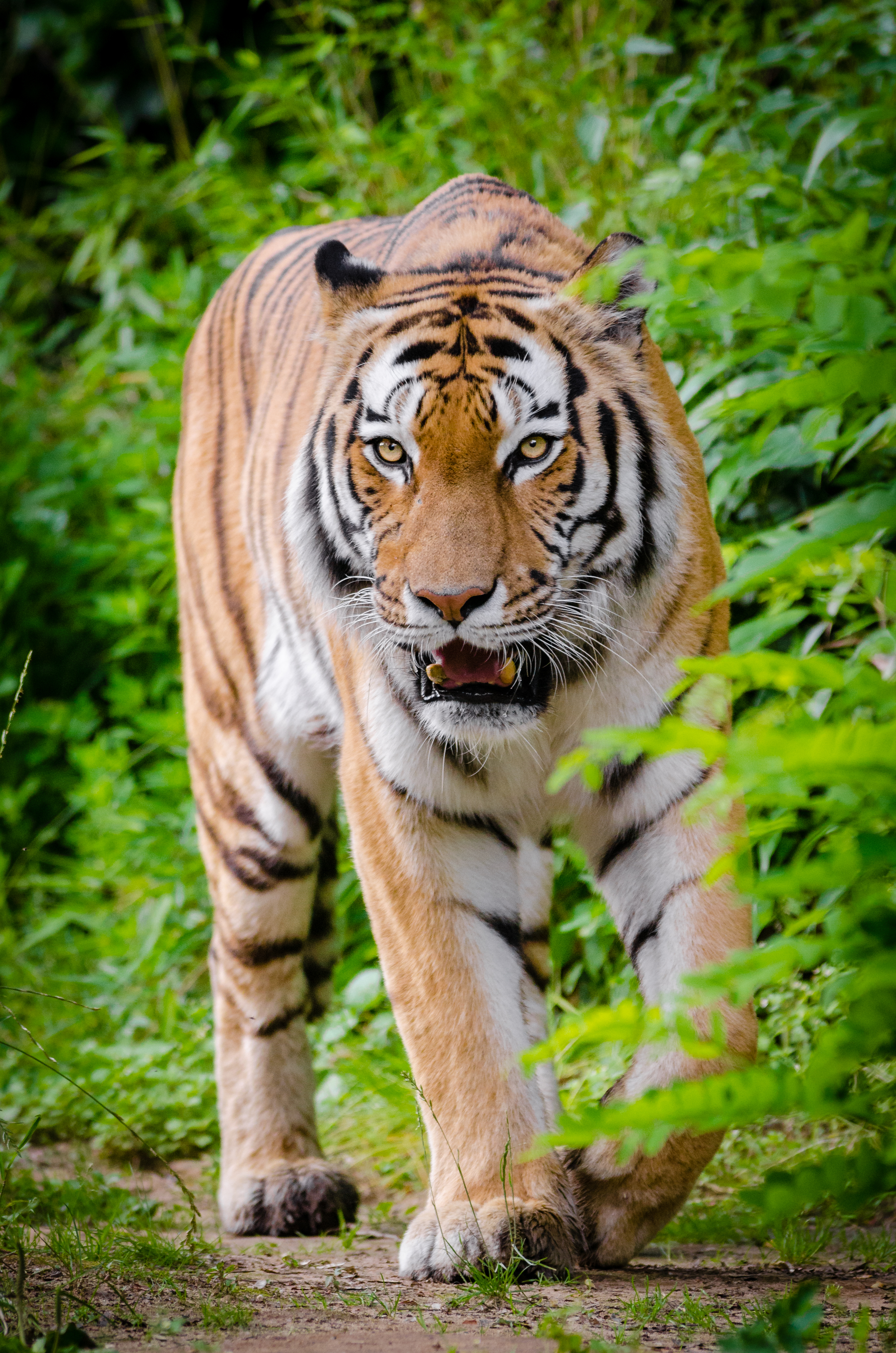
Hổ được coi là Chúa sơn lâm ở một số quốc gia châu Á. Người Trung Quốc cho rằng những sọc vằn trên trán hổ là biểu tượng của chữ Vương, người Việt Nam còn gọi hổ bằng những danh xưng tôn kính như "Ông", "ngài", sơn quân, sơn thần và được thờ phụng ở nhiều nơi

Chúa sơn lâm là một thuật ngữ có tính ước lệ trong biểu tượng văn hóa dùng để chỉ về một loài động vật có thật được tôn xưng lên vị trí cao nhất trong vương quốc các loài động vật (trừ con người). Vai trò ngự trị này hiện hữu ở những nơi chúng hiện diện cũng như trong tâm thức và văn hóa, đồng thời từ đó gắn liền với các hình thức thờ phụng, mê tín dị đoan. Vua của muôn thú được xưng tụng là loài vật mạnh mẽ nhất, khôn ngoan nhất, oai linh và ảnh hưởng thống trị đến các loài vật, muông thú, và cũng thường gắn liền với biểu tượng của Vương quyền, sự tôn nghiêm, cao thượng, quyền lực và lòng can đảm. Chúa sơn lâm còn được gọi với các mỹ từ tôn xưng khác như Chúa tể sơn lâm hay Chủ tể sơn lâm hay là Vua của muôn thú, hoặc là Vua của muôn loài, cũng như Dã thú chi vương, hay như Chúa tể rừng xanh rồi Mãnh chúa rừng xanh và nhiều tên gọi ước lệ khác.

## Tổng quan

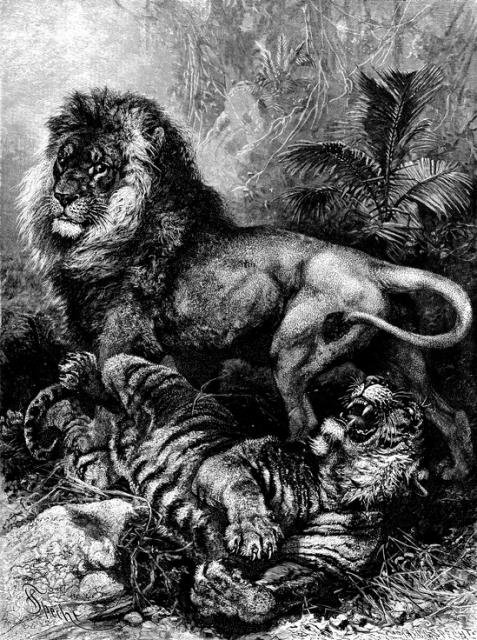
Họa phẩm mô tả cảnh sư tử và hổ (Friedrich Specht, 1883). Sư tử cùng với hổ được coi là Chúa tể của muôn loài, nhưng sư tử có ảnh hưởng sâu rộng về mặt văn hóa, tôn giáo, quan niệm, theo đó, sư tử có vị thế trội hơn nhiều lần so với hổ

Nhìn chung, các loài động vật được xưng tựng là Vua sẽ chính là những loài dã thú mạnh mẽ, hung hãn, to lớn, và cũng thường là các loài động vật ăn thịt, luôn chiếm vị trí động vật đầu bảng trong khu vực nơi chúng sinh sống. Thông thường, sự quan tâm dành cho danh hiệu này lại tập trung cho các dã thú sống trên cạn. Những sinh vật có thật thường được tôn xưng ở vị trí này có thể kể đến là sư tử và hổ, các giống loài ít được nhắc đến hơn là đại bàng, gấu, voi, cá voi, báo, loài sói ở một số nơi cũng nhận được sự ngưỡng mộ nhưng hầu như nó chỉ được coi là thủ lĩnh trong tộc loài của chúng (sói chúa, sói đầu đàn, sói thủ lĩnh) mà hiếm khi chúng được xem là ngự trị trên muôn loài. Trong tất cả thú dữ sống trên cạn thì sư tử và hổ luôn được coi là có sức mạnh vô địch.
Sư tử với tầm ảnh hưởng to lớn, sâu sắc về văn hóa và tôn giáo của nó luôn được gắn liền với danh hiệu Chúa sơn lâm, Vua của muôn loài, vị vua đích thực của các loài thú ở những nơi có sự hiện diện của chúng cũng như cả những nơi không có sự hiện diện của chúng và dường như danh hiệu này gắn với ý niệm về sư tử. Hổ chỉ có ngôi vị này ở những nơi chúng sinh sống nhưng vẫn lép vế hơn nhiều so với sư tử ngay cả ở nhưng nơi có phân bố của hổ mà không có sự tồn tại của sư tử. Cuộc chiến giữa hổ và sư tử cho ngôi vị Vua của muôn loài luôn là đề tài thu hút nhiều sự quan tâm trong lịch sử, văn hóa và trong thực tế. Nhìn chung thì về mặt văn hóa và tín ngưỡng, quan niệm thì sư tử chiếm ưu thế áp đảo, còn những cuộc đọ sức thực chiến thì hổ là loài được ghi nhận là có lợi thế nhỉnh hơn.

## Theo châu lục
Không phải tất cả các loài dã thú lớn và mạnh mẽ, hung hãn đều hiện diện ở khắp nơi trên thế giới hoặc hiện diện đồng loạt ở các hệ sinh thái khác nhau, mỗi châu lục, vùng sinh thái có những loài động mạnh mẽ, hung dữ, gây ảnh hưởng nhất định. Theo châu lục, Vua của muôn thú phổ biến có thể kể đến là:

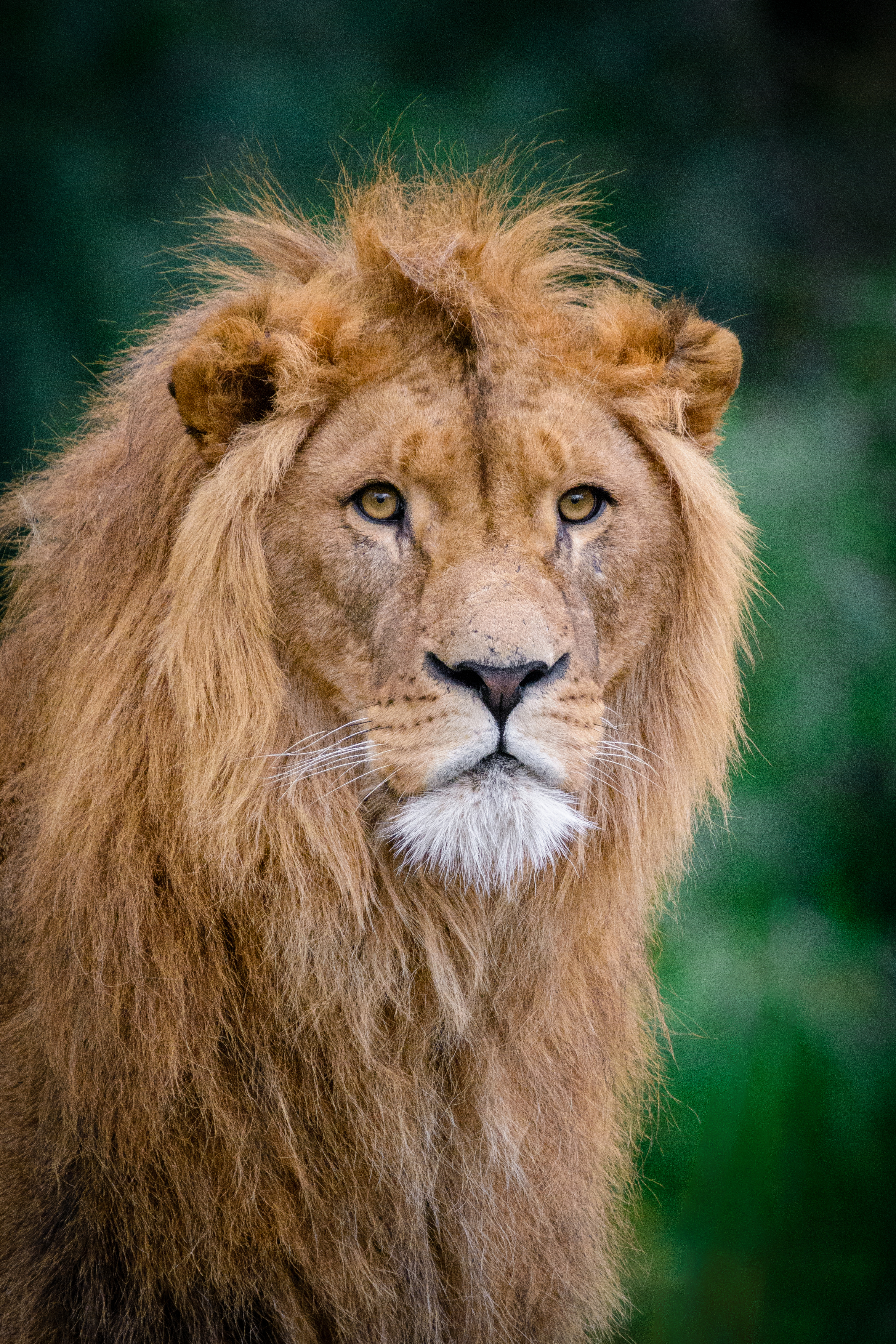
Một con sư tử châu Phi, chúng được coi là bá chủ thảo nguyên, chúa tể sa mạc

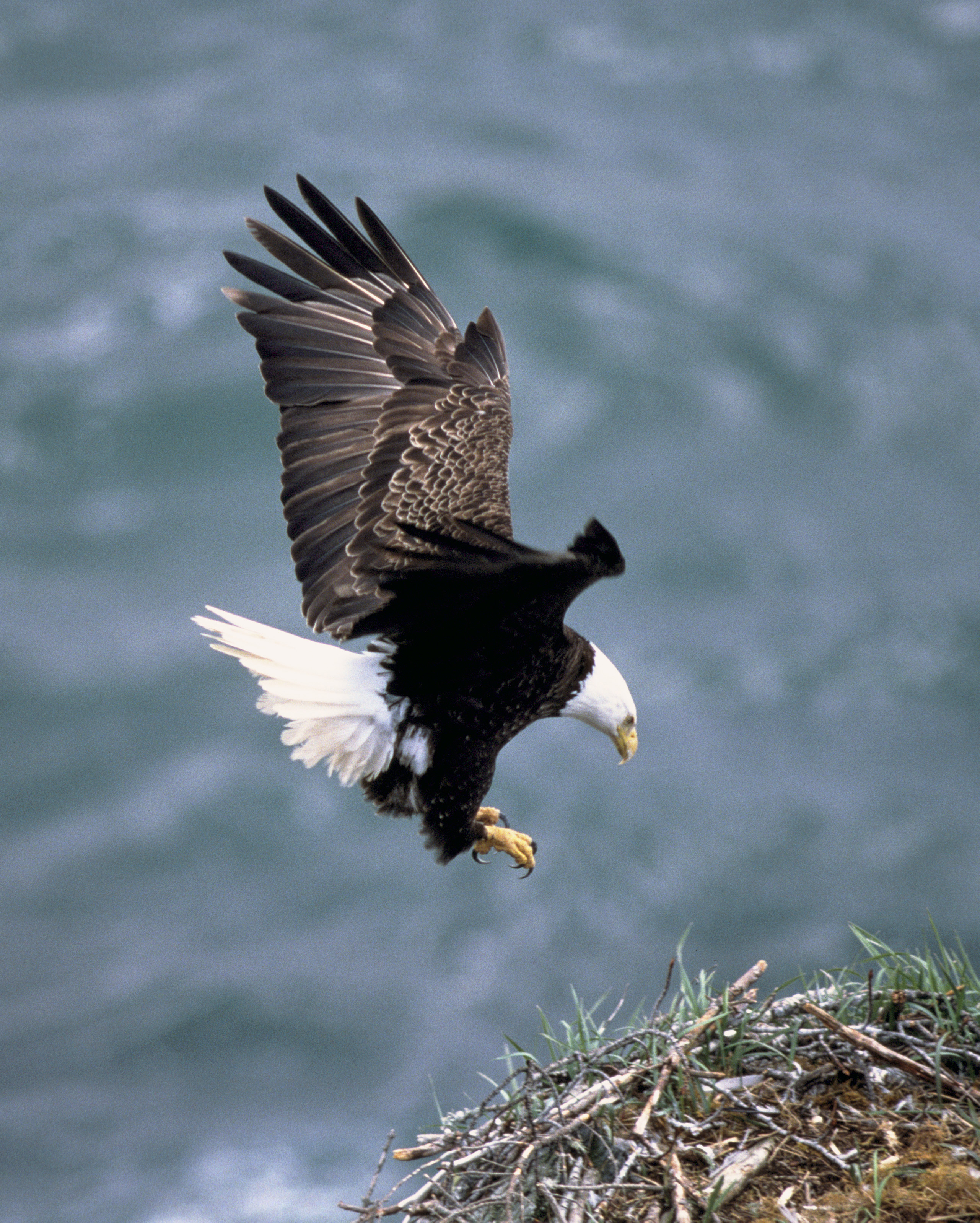
Đại bàng-Chúa tể của bầu trời

### Châu Á
Mặc dù là địa bàn phân bố của loài hổ nhưng Sư tử được khẳng định vị trí Chúa sơn lâm trong phần lớn lãnh thổ này. Trong những phần lãnh thổ còn lại Hổ được gọi là chúa sơn lâm. Dù hổ là loài thú được coi là mạnh nhất trên cạn ở châu lục này nhưng so với sư tử, loài chỉ phân bố một cách hạn chế ở châu lục này thì chúng phải nhường ngôi vị, ngai vàng cho sư tử ngay trên chính lãnh thổ của chúng, điều này là do ảnh hưởng sâu sắc về văn hóa và đặc biệt là tôn giáo. Nhiều vùng lãnh thổ không có sự phân bố của sư tử nhưng chúng vẫn được coi là chúa Sơn lâm, là dã thú chi vương trong tâm thức và các hình thái văn hóa chẳng hạn như ở Trung Quốc, Việt Nam (trong quan niệm thông thường), trong khi đó ở những vùng Lưỡng Hà, Ba Tư, cao nguyên Iran nơi từng ghi nhận sự phân bố tập trung của loài hổ nhưng hổ vẫn không để lại nhiều trong văn hóa nơi đây và hoàn toàn mờ nhạt trước hình tượng của sư tử.

### Châu Âu
Vị vua của muôn loài ở châu Âu chính là Sư tử, mặc dù châu Âu thực tế không tồn tại loài này (chúng chỉ từng được biết đến qua những hóa thạch từ thời tiền sử). Sự ảnh hưởng to lớn về văn hóa của sư tử có được do ảnh hưởng của nền Văn minh Hy Lạp-La Mã và trào lưu Phục hưng khai sáng ở châu Âu, cũng như những ảnh hưởng to lớn từ Kinh Thánh. Trong hệ sinh thái ở châu Âu, gấu chính là loài vật to khỏe nhất, tiếp đến là chó sói và ở một số nơi chính là lợn rừng, dù vậy gấu cũng chỉ được cho là vua của muôn thú ở một thời kỳ ngắn trước thời kỳ Trung Cổ và cũng chỉ tồn tại ở một không gian hẹp tại các vùng thuộc các bộ lạc Xen-tíc, Slavơ và Giecman cho đên khi chịu ảnh hưởng của Thiên chúa giáo thì ngai vàng, vương miện và hào quang đã được chuyển về dành cho sư tử trị vì. Đến thời kỳ phong kiến, Sư tử là loài động vật thống trị thực sự trong văn hóa, chúng là biểu tượng của Hoàng gia và hiệp sĩ, tượng trưng cho sự Vương quyền, sự cao quý và dũng cảm ở khắp châu Âu. Từ đây chúng ảnh hưởng đến các châu lục và các vùng miền văn hóa khác nơi bị ảnh hưởng bởi văn hóa châu Âu như châu Mỹ, châu Úc, châu Á.

### Châu Mỹ
Đối với quan niệm của thổ dân da đỏ bản địa thì Đại bàng, gấu, báo đốm và có khi là báo sư tử trong những khu vực có sự hiện diện của chúng được coi là Vua của các loài thú một cách không chính thức. Ở Bắc Mỹ, loài động vật ăn thịt to lớn nhất chính là các loài trong họ nhà gấu còn ở Nam Mỹ, loài ăn thịt to lớn nhất và mạnh nhất chính là báo đốm được tôn xưng là vua của những cánh rừng rậm Nam Mỹ như một vị thần sức mạnh, nhưng ở Bắc Mỹ thì Đại bàng là loài được ngưỡng mộ nhất và gắn liền với danh hiệu "Chúa tể của bầu trời". Đến sau này, do ảnh hưởng của văn hóa phương Tây từ Âu châu, nơi ngươi ta đề cao vị trí độc tôn của Sư tử, dần lấn át văn hóa bản địa của người da đỏ, sư tử tuy không tồn tại ở đây nhưng cũng được thừa nhận về mặt văn hóa là Chúa tể muôn loài.

### Châu Phi
Vua của muôn thú đã được khẳng định chính là Sư tử, loài vật được coi là thống trị trên các thảo nguyên châu Phi. Tại đây, sư tử được mệnh danh là Chúa sơn lâm với sức mạnh, sự nhanh nhẹn và sự khát máu của mình. Ngoài ra mở một số nơi, đôi khi các loài khác cũng chia sẻ danh hiệu này như voi, tê giác hoặc báo, mặc dù vậy, sư tử vẫn là loài thống trị về mặt thực tế cũng như trong văn hóa trên thảo nguyên châu Phi. Thảo nguyên châu Phi chính là nơi phân bố và hiện diện của loài sư tử và sức mạnh của sư tử đã được ghi dấu trong văn hóa của người bản địa châu Phi rất nhiều các bộ lạc thổ dân đều tôn thờ con sư tử và cho rằng sư tử là loài vật mạnh nhất và người Ai Cập cổ đại cũng dùng hình tượng tiêu biểu cho điều này chính là Nhân sư Ai Cập. Từ đây về mặt văn hóa đã ảnh hưởng đến văn hóa châu Âu tại cửa ngỏ Hy Lạp-La Mã để rồi hình tượng con sư tử được khắc đậm nét trên châu lục này.

### Châu Úc
Không có biểu tượng Vua của muôn thú một cách rõ ràng. Động vật ăn thịt lớn nhất ở châu Úc chính là loài cá sấu, động vật ăn thịt lớn nhất trên cạn chính là chó hoang Dingo nhưng hai loài này không được xem là vị vua nơi chúng hiện hiện. Trong tâm thức những người dân di cư và do ảnh hưởng của Văn hóa phương Tây thì Sư tử cũng được công nhận là vua của muôn thú, mặc dù chúng chưa bao giờ hiện diện ở đây.

## Theo loài

### Hổ

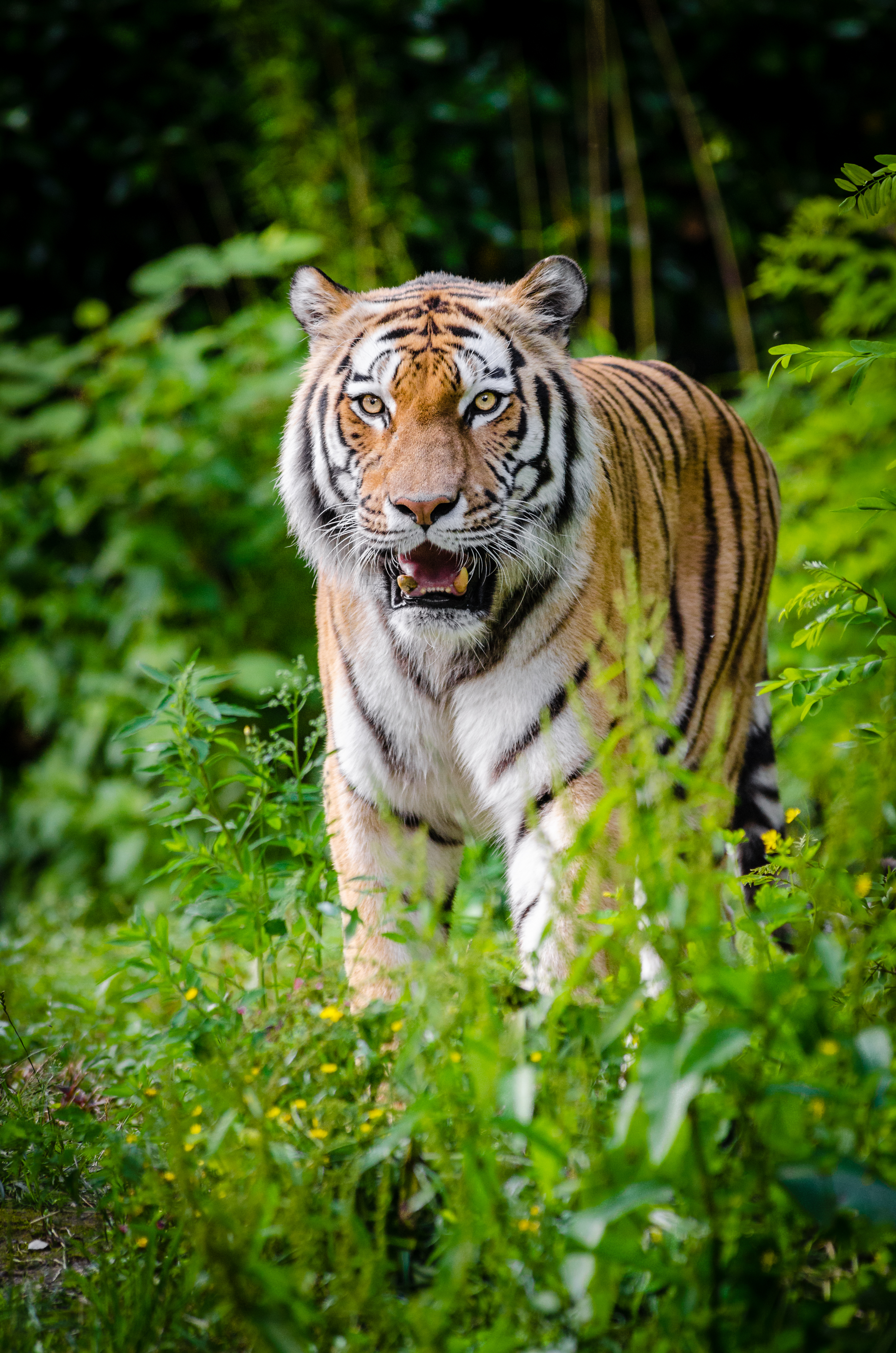
Hổ được tôn thờ nhiều nơi ở châu Á

Hổ cũng là loài vật được tôn xưng là Chúa Sơn lâm. Những nơi hổ được coi là vị vua của muôn thú đến từ các nước phương Đông và Đông Nam của châu Á, nơi mà người ta chưa từng chứng kiến có sư tử hiện diện. Hổ là loài thú mạnh nhất trong rừng xanh ở nơi đây, biểu tượng cho sức mạnh của tự nhiên thủa còn sơ khai, từ đó đã đi vào tâm thức và văn hóa dân gian như một loài thú mạnh nhất của núi rừng, miền sơn cước. Người ta tôn xưng hổ là Sơn quân (tức là vua của núi rừng). Theo Thuyết Văn thì "Hổ sơn thú chi quân" (nghĩa là Cọp vua loài thú trên núi). Theo Hổ Uyển thì "Hổ vi thú trưởng, diệc viết Sơn quân" (nghĩa là Cọp lớn nhất trong bầy thú nên gọi là Sơn quân).

#### Phạm vi
Những vùng lãnh thổ, quốc gia, dân tộc tôn sùng hổ có thể kể đến là Siberia, Hàn Quốc, Trung Quốc, Việt Nam, Mã Lai... Ở Siberia, hổ được gọi với danh xưng tôn kính là Amba và còn được tôn xưng là Chúa tể rừng Taiga hay Sa hoàng rừng Taiga. Ngoài ra nhiều quốc gia có sự đan xem giữa vương quyền của hai loài này chẳng hạn như trên biểu tượng quốc kỳ của Singapore có biểu tượng song song của sư tử và hổ. Trung Quốc và cả Việt Nam là xứ sở không có sư tử do đó, trong lịch sử xa xưa thì hổ hay còn gọi là cọp được tôn làm con vật thượng thủ của loài thú, thay vì sư tử như các xứ có sư tử.
Hổ được coi là biểu tượng quốc gia chính thức ở các nước Hàn Quốc, Ấn Độ, Bangladesh và Malaysia và biểu tượng cho một số vùng miền, tổ chức ở châu Á, một số nơi hổ còn là biểu tượng quốc gia một cách không chính thức. Theo cách nhìn phương Tây thì trong văn hóa châu Á, hổ chỉ đóng vai trò thay thế sư tử để trở thành vua của muôn thú (King of the Beasts) khi sư tử luôn là biểu tượng của hoàng gia, biểu tượng của sức mạnh.
Trong quan niệm của người Trung Quốc, hổ chính là vua muôn thú, những sọc ngang trên trán của hổ liên tưởng tới chữ Vương và người Trung Quốc cho rằng khi sinh ra, hổ là vua của muôn thú. Ở Việt Nam, trong dân gian, nhất là ở những miền đồi núi, sơn cước, hổ chính và vì vua của muôn thú, là vị chúa trong khu rừng nơi chúng sinh sống (rừng nào cọp nấy), người ta thường lập bàn thờ, miếu thờ hổ ở khắp nơi, có thể ghi nhận như ở vùng Rùng núi Bắc Bộ, miền Trung như Thanh Hóa và đặc biệt là những vùng sông nước miền Tây nơi còn ghi dấu nhiều truyền thuyết, những câu chuyện dân gian về loài hổ trong quá trình khai hoang mở cõi khi Nam tiến. Tuy vậy, sức mạnh của loài hổ ở châu Á còn bị giới hạn bởi hình tượng con rồng, một sinh vật thần thoại biểu tượng cho sức mạnh siêu nhiên, sức mạnh của đất trời và vương quyền, thiên tử.

#### Lịch sử

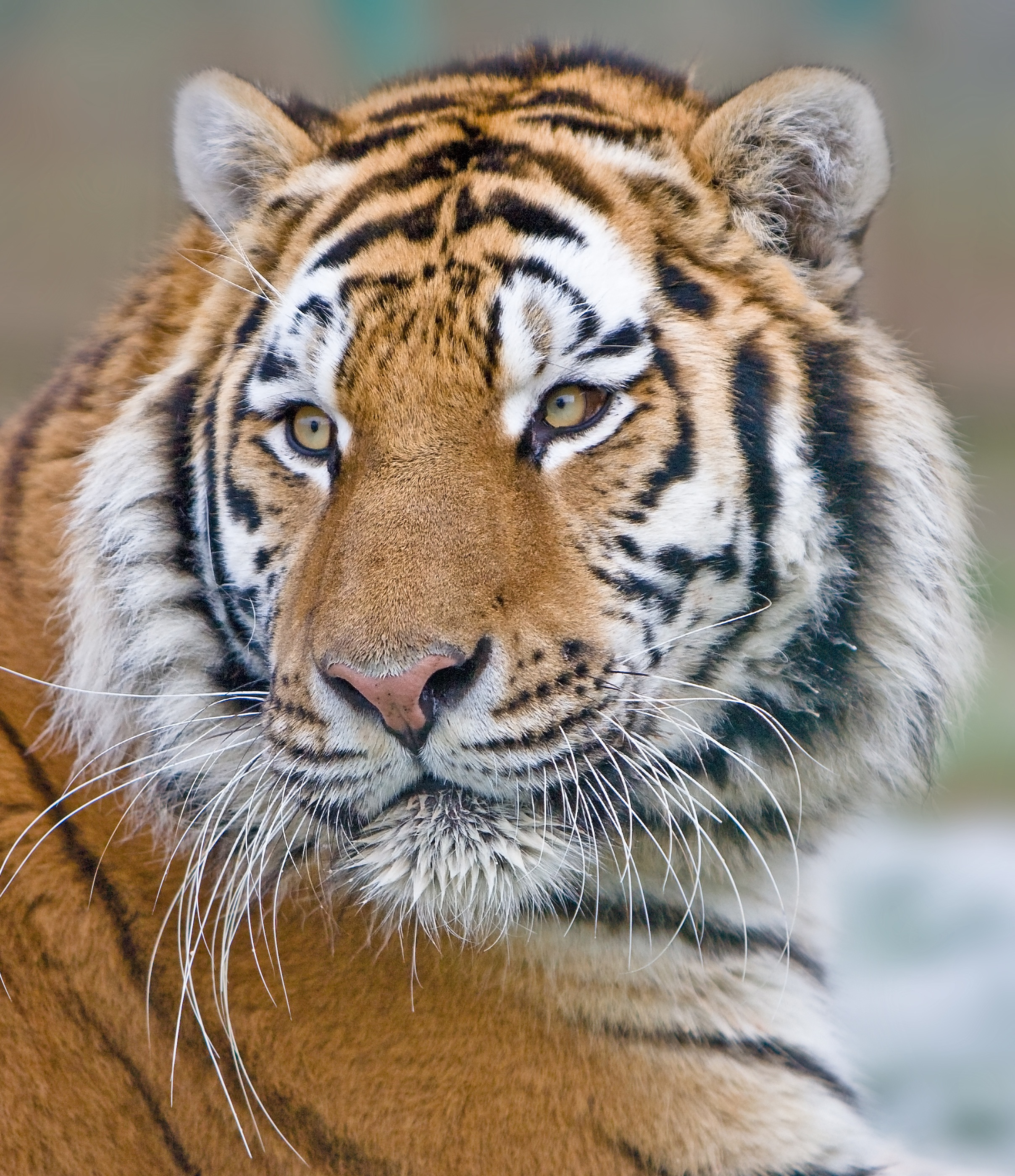

Các triều đại phong kiến ở các nước Phương Đông coi hổ cùng với rồng là biểu trưng cho vương quyền, trong quân sự, võ học và cho những thành đạt trong khoa cử. Trong tâm thức người dân phương Đông thì hổ vẫn là một ác thú, nó hung hãn nhất trong 12 con giáp, trong 12 con thú, hổ hội đủ các đặc chất như dũng mãnh, can trường, hiên ngang, dám tấn công cả những con thú to khỏe hơn nó. Nhờ những đặc chất ấy mà cọp là một trong những loài trở thành biểu tượng của sự hùng cường và sức mạnh vô song, sự cường tráng. Trong rừng, không có một con vật nào sao chép được sự uy dũng của Hổ, đó chính là Hổ xú hùng tâm tại tức là, khi con Hổ về già xấu xí nằm yên một chỗ nhưng hùng tâm của Hổ vẫn còn, chẳng một con vật nào dám qua mặt.
Với người phương Bắc thì hổ còn là biểu tượng cho quyền uy, sự dũng mãnh nơi chiến địa và hổ trắng là hình ảnh của đấng minh quân đồng thời tượng trưng cho sức mạnh, uy quyền của vị tướng quân dũng mãnh, can trường. Ở Việt Nam, theo quan niệm thông tục, người ta cho rằng, hổ là chúa tể của muôn loài muông thú, thậm chí uy lực của hổ còn trấn ngự được cả những linh hồn người đã chết do nó ăn thịt, Từ rất lâu trong tín ngưỡng dân gian Việt, hổ được coi là con vật linh thiêng. Trong tín ngưỡng dân gian của nhiều dân tộc, vùng miền hổ là loài vật được tôn thờ và sùng bái thông qua tập tục thờ hổ, hổ còn đóng vai trò là thần giám hộ của quốc gia, sự ngưỡng mộ loài hổ còn thể hiện thông qua danh xưng, đặt tên, làm linh vật, biểu tượng.
Trong tiềm thức dân gian Việt Nam, hổ hay ông ba mươi là tên gọi đầy uy linh, quyền kính trong những gian thờ, đình, chùa, miếu mạo. Ở Việt Nam, hổ được xếp vào nhóm hộ môn thú (những con thú canh gác nhà cửa, lăng mộ, đình, chùa, miếu mạo), là một trong những con vật được tạc trong các khu lăng mộ người Việt. Người Việt không sử dụng các tượng đá sư tử để trấn yểm và để tạo nên sự thiêng liêng, hùng tráng cho không gian này. Nếu cần có một con vật hung dữ, người Việt nghĩ ngay đến hổ/cọp và hầu như trong suốt lịch sử phát triển của lăng miếu của họ, hổ là con vật oai phong nhất, không gì thay thế được.

#### Mê tín
Sự sùng bái đến mức mê tín hoang đường còn thể hiện qua việc người ta thường làm chiếc nanh hoặc vuốt hổ, hoặc răng hổ bịt vàng bạc hoặc chiếc vuốt làm bằng sứ, kim loại cho trẻ con đeo để trừ tà ma, hoặc người lớn cũng đeo cho đẹp và tỏ ra oai vệ, người Campuchia khi giết hổ thường lấy nanh hổ đánh bóng bán làm vật trừ tà. Ngay cả việc đi săn hổ, người ta cũng phải cúng để cầu phù hộ, thậm chí nấu nồi cao hổ có những chuyện ly kỳ và chủ yếu là do người ta thần thánh hóa. Xuất phát từ việc hổ là con vật được coi là chúa sơn lâm và được nhiều nơi người dân đưa vào đền, miếu để thờ. Do đó khi dùng hổ làm thuốc trị bệnh cứu người thì cũng phải được sự đồng ý của vong hồn Ông Hổ. Vì vậy, trước khi mang xương hổ đi làm sạch, người chủ nấu cao phải để bộ xương của hổ xếp theo đúng hình hài trên một chiếc bàn phủ vải điều và bày ở giữa sân. Lễ vật dâng lên cho hổ gồm có một chiếc thủ lợn, đuôi lợn để sống và có hương nến cẩn thận.

#### Hội họa
Hổ được thể hiện trong nền hội họa của phương Đông lẫn phương Tây, rất nhiều bức tranh vẽ về loài hổ. Với biểu tượng về sức mạnh, không chỉ ở phương Đông, rất nhiều nơi trên thế giới có đại hội sơn lâm và theo quan niệm ở châu Á, với tư cách là chúa tể, hổ đóng vai trò của quyền uy thống trị, có vai trò điều phối, chia khu vực sơn lâm cho các dã thú khác. Đó là vai trò anh hùng. Đến khi có chủ nghĩa anh hùng phong kiến thì hổ (cùng với đại bàng) là biểu tượng của anh hùng độc lập. Có thể thấy điều này qua những bức tranh cổ vẽ cảnh hổ đang gầm mặt trời. Lúc này, hổ là anh hùng giang hồ chống phá lại thể chế, không bị hàng phục dưới bất kỳ một chính thể tập quyền nào.

### Sư tử

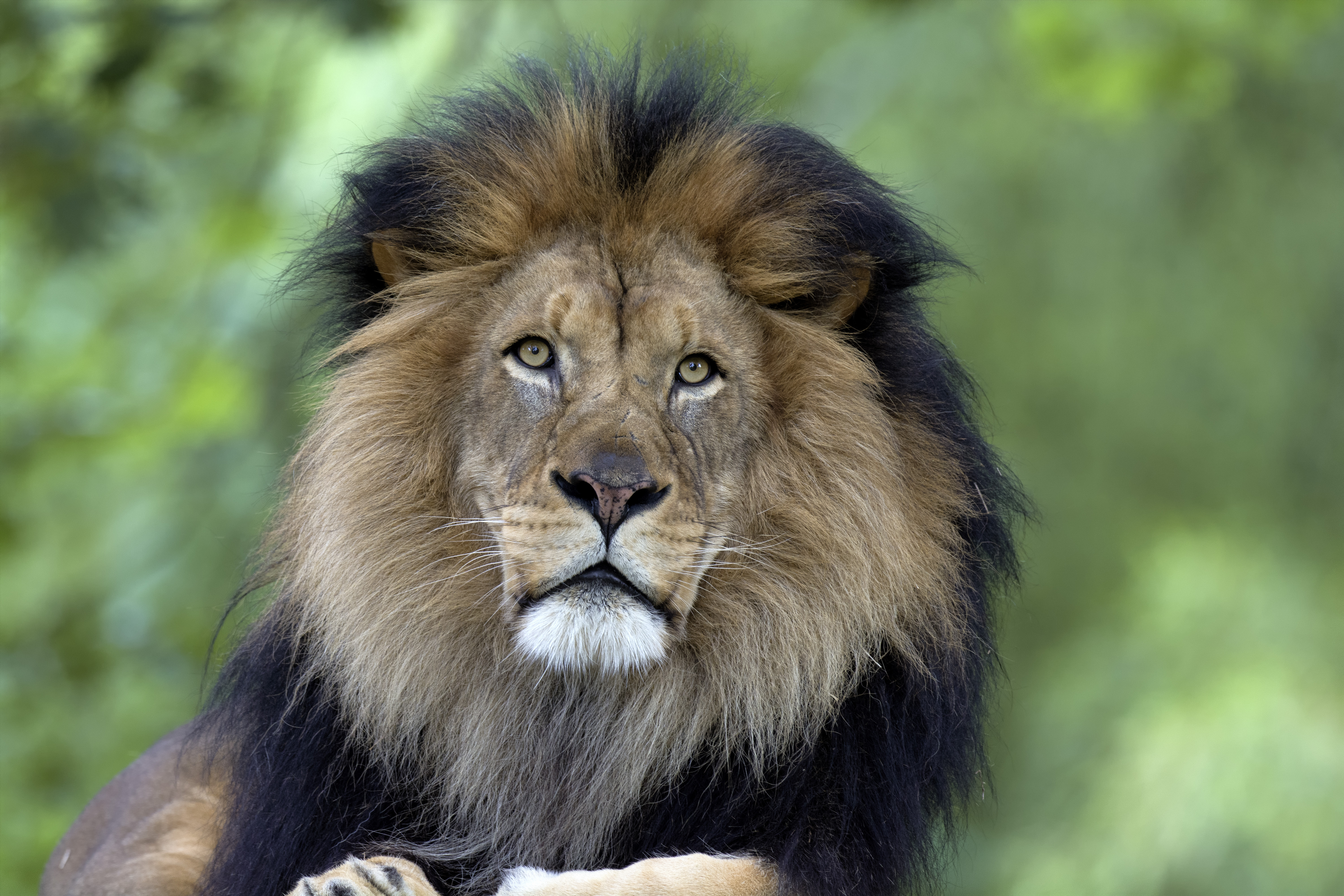
Sư tử được coi là vị vua của muôn loài, biểu tượng của Hoàng gia, Vương quyền, sự thống trị, sự can đảm và cao quý, biểu tượng trong nhiều tôn giáo lớn trên thế giới

Sư tử là một động vật có ảnh hưởng mãnh mẽ tới nhiều nền văn hóa nhất với tư cách là biểu tượng của uy lực. Các nhà động vật học qua thực nghiệm đã khẳng định về trọng lượng cơ thể, sức mạnh cơ bắp, khả năng tấn công đối phương, sư tử xếp sau hổ và voi, nhưng với ý nghĩa là biểu tượng của uy lực và sức mạnh, sư tử đã thực sự gắn bó chặt chẽ với vương quyền và thần quyền của nhiều nền văn hóa, nhiều quốc gia.

### Loài khác

#### Báo
Trong quan niệm địa phương của một số bộ lạc châu Phi thì số loài báo hoa mai ở châu Phi được ngưỡng mộ hơn là sư tử dành cho ngai vị vua của các loài vật. Ở vương quốc Dahomey, vị quyền chủ được đặt tên là Con báo ("Leopard") tức báo hoa mai và đeo da beo, mặc trang phục da báo. Trong một số bộ tộc Bantu và đặc biệt là ở Congo-Kinshasa, những con báo hoa mai đã được xem như là một con vật khôn ngoan, mạnh mẽ và bền bỉ và đó là lý do tại sao Tổng thống Mobutu Sese Seko đã được mặc lên những chiếc mũ làm bằng da báo, đồng thời, Mobutu Sese Seko được mệnh danh là Con báo xứ Kinshasa ("The Leopard Kinshasa"). Có một số cá thể loài báo săn được gọi là Báo đốm vua (King Cheetah) được sinh ra khi cả cha và mẹ mình đều có huyết thống "hoàng tộc", có bộ lông thể hiện mẫu đốm đột biến rất hiếm, báo đốm vua được cho là loài báo săn vĩ đại là bởi trong suốt quá trình tiến hóa, một dịch bệnh thảm khốc đã càn quét và chỉ còn vài con săn đốm sống sót.
Ở Nam Mỹ và Trung Mỹ thì Báo đốm chính là con dã thú mạnh nhất trong rừng rậm châu Mỹ và được gọi là Vị thần báo đốm hay Bóng ma của rừng rậm, cư dân vùng Mesoamerica (vùng Trung Mỹ cổ đại), bao gồm Mexico và Trung Mỹ (hiện nay), đều tôn thờ loài báo đốm như một vị thần tối cao. nó được người dân địa phương gọi nó là Jaguru có nghĩa là con thú có thể giết chết con mồi với chỉ một bước nhảy đồng thời gắn với những tín ngưỡng của người dân da đỏ. Jaguar cũng là tước hiệu của hoàng tử hay công chúa hay của vua đang cai trị của người Maya chẳng hạn như của bộ tộc Lenca. Những chiến binh da đỏ có đẳng cấp cao và mạnh nhất trong số các chiến binh là những Chiến binh báo đốm và được khoác lên mình bộ da của con báo đốm này. Trong các khu rừng nhiệt đới ở Nam và Trung Mỹ, một con báo đốm là một loài động vật được nhiều dân tộc cổ kính tôn kính. Họ tôn thờ báo đốm, tôn thờ nó, coi đó là tổ tiên của gia đình và da của báo đốm từ thời cổ đại được coi là một dấu hiệu không chỉ có địa vị cao, và khả năng ảnh hưởng đến số phận của người dân và bộ lạc.

#### Cá voi
Cá voi sinh vật khổng lồ ở đại dương đôi khi cũng được coi là Chúa tể của biển cả, tượng trưng cho Long vương tượng trưng cho đại dương. Một số người dân Việt Nam còn có tục thờ cá voi và người ta gọi cá voi là cá Ông. Tục thờ thần Sóng biển (thần Po Riyak, vị thần trong coi Đại dương) của người Chăm được cho là nguồn gốc của tục thờ cá Ông (cá Voi) của cư dân người Việt sống dọc ven biển miền Trung, các làng chài miền Trung hầu như đều có lăng thờ thần Nam Hải và có tục cúng nghinh Ông. Thần Nam Hải hiện thân cá Voi để cứu giúp ngư dân trên biển khi có sóng to gió lớn, Ngài rất hiển linh, khi nào gặp cá ông "lụy" dân làng tổ chức đưa Ông lên bờ, làm lễ an táng trang trọng như đối với người, sau đó bộ xương được đưa vào lăng thờ. Thần Nam Hải còn có nhiều tước hiệu, tên gọi khác nhau nhưng cũng chỉ nhằm nói đến một vị thần của biển cả.
Tín ngưỡng thờ Nam Hải Đại Thần là một trong những nét văn hóa, Miếu Đức Ngư Ông là chốn tâm linh giúp người dân kiên trì bám biển, còn là nơi xác tín tâm linh-tin vào vị thần bảo hộ, che chở cuộc sống bình yên. Cá Ông có vị thế đặc biệt trong đời sống ngư dân, vừa có khả năng cứu nguy vừa báo hiệu cho họ những nơi nhiều tôm cá. Dân gian xứ Nhượng Bạn vẫn truyền tai nhau truyền thuyết về loài cá linh thiêng này. Tục thờ cá Ông (còn gọi là cá Voi) từ khi có tên đất, tên làng, tục thờ cúng cá Ông đã hình thành ở làng cổ Nhượng Bạn. Cá voi được các ngư dân gọi bằng cái tên trân quý là Đức Cậu (loại cá Ông đực), và được đưa từ mẹ biển cả lên khu vực Miếu Đức Ngư Ông. Ngày Rằm, mồng Một, ngư dân đều đến miếu Đức Ngư Ông để thắp hương tưởng nhớ đến các vị cứu tinh của ngư dân.
Mỗi ngư dân thường khẩn cầu Đức Ngư Ông phù hộ, độ trì cho mưa thuận, gió hòa, tàu thuyền ra khơi, vào lộng bình an, đánh bắt được nhiều tôm cá. Mỗi khi ra khơi, ngư dân đến đây "xin dấu" (được kết bằng vải đỏ và cây hương) rồi gắn trên tàu. Ngư dân coi đó như vật bảo hộ cho tàu thuyền, là "lệnh đi đường" biến nguy thành an. người dân dần dân thiêng hóa nó trở thành vị phúc thần che chở, bảo vệ người đi biển. Sự tích về loại cá đặc biệt này và sự thiêng hóa của nó còn được ghi chép trong các thư tịch cổ..

#### Đại bàng
Chim đại bàng biểu tượng cho sức mạnh, lòng can đảm, tầm nhìn xa và sự bất tử. Nếu như sư tử là chúa sơn lâm, cá mập là sát thủ của biển khơi thì loài đại bàng vàng từ lâu cũng được mệnh danh là chúa tể bầu trời với sức mạnh của mình. Đại bàng còn được coi là vua của không trung và sứ giả của vị thần tối cao và xứng danh chúa tể bầu trời, thủ lĩnh của các loài có cánh. Theo thần thoại Hy Lạp, người Hy Lạp coi đại bàng là biểu trưng của thần Zeus, những người La Mã coi đại bàng là biểu trưng của Jupiter, bởi các bộ lạc Đức thì coi nó là Odin và người theo Kitô giáo thì là biểu tượng của Thiên Chúa. Đại bàng được đánh giá là kẻ rất mạnh mẽ và hùng dũng. Vì thế, nó đã trở thành biểu tượng quân sự của nhiều nước tư bản và quân chủ, đặc biệt nó là biểu tượng cho sức mạnh của Không lực.
Từ những thế kỉ trước công nguyên, đế quốc La Mã và đế quốc Babylon đã chọn loài đại bàng vàng làm biểu tượng cho quân đội của nước mình. Vào thời kì Trung Cổ và Phục Hưng, đa số các quốc gia châu Âu đã chọn đại bàng làm biểu tượng cho quân đội. Các hình vẽ đại bàng trên khiên của binh lính đã được tìm thấy trong các di chỉ khảo cổ thời Phục Hưng, Trung Cổ, La Mã và trên những hình vẽ trong truyện cổ tích châu Âu được mô phỏng lại. Trong văn học cổ điển ở châu Âu, truyện phân chia ra các vương quốc do các loài vật đứng đầu là truyện thường thấy. Sư tử thì thường có vai trò làm vua của các vương quốc. Tuy nhiên, việc đại bàng làm vua của các nước được tưởng tượng này thì cũng không hiếm gặp. Ví dụ như trong truyện Con dơi hèn nhát thì đại bàng là kẻ thủ lĩnh của lũ chim. Hay trong truyện ngụ ngôn Châu Âu, những con đại bàng thường làm vua nhiều như sư tử. Ngoài vai trò làm hoàng đế trong các truyện cổ thì đại bàng đôi khi còn "thủ vai" của một kẻ được coi là lưu manh, độc ác.

#### Gấu

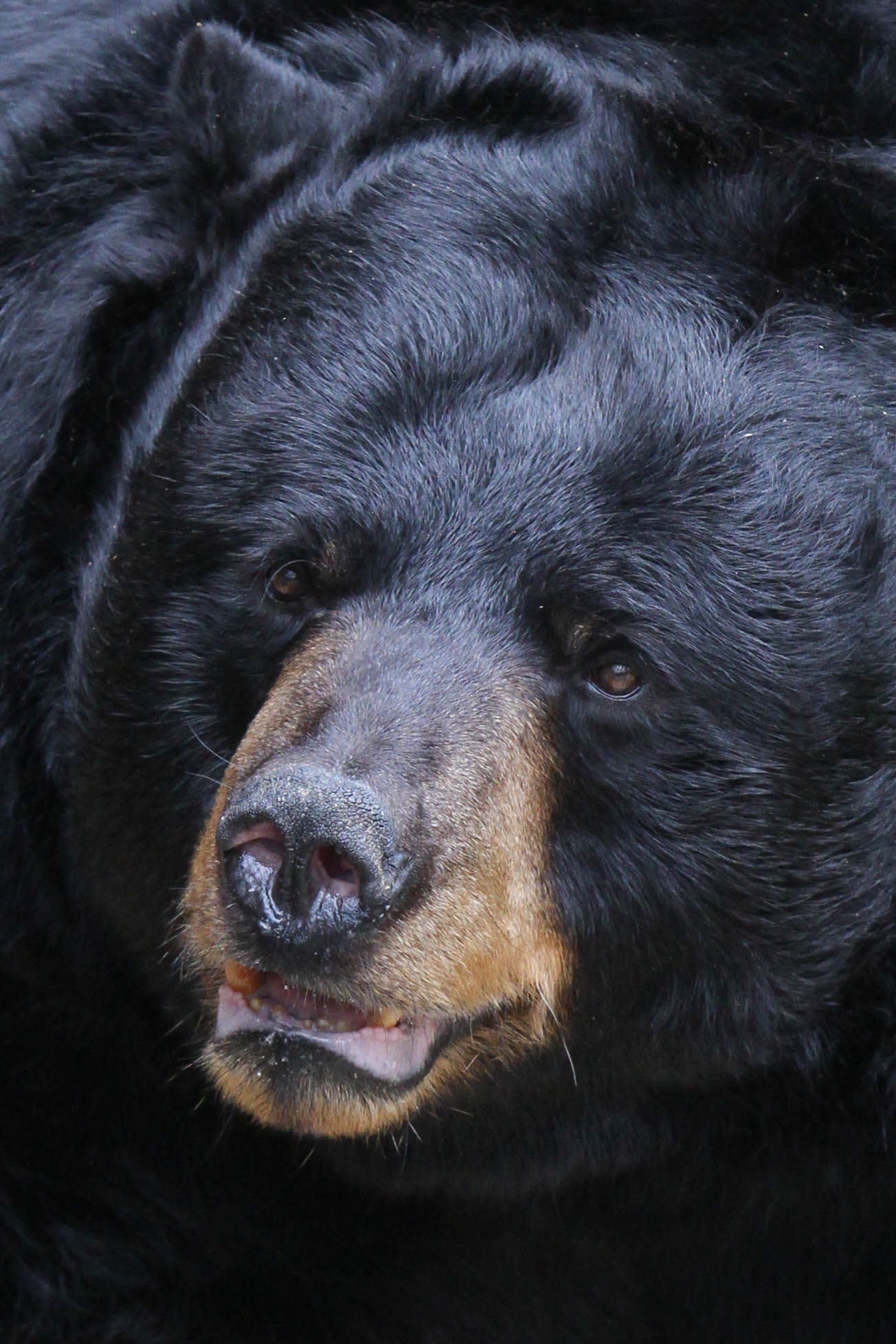
Gấu, biểu tượng cho sức khỏe, đại lực sĩ

Trong số những người Đức và Scandinavi ở các tín ngưỡng dân gian Bắc Âu, những con gấu được cho là tượng trưng cho sức mạnh, lòng can đảm và bách chiến bách thắng của mình, được coi là vua của loài vật do những thuộc tính mạnh mẽ. Những chiến binh mạnh mẽ nhất thường khoác lên mình bộ áo da gấu trong đó đầu con gấu được trùm lên đầu của chiến binh được gọi là Berserk. Hình tượng gấu trong văn hóa thế giới được nhìn nhận dưới nhiều gốc độ khác nhau, tùy theo từng nền văn hóa. Như đối với người Celte, gấu là biểu trưng của giai cấp chiến binh; đối với người Ainu ở Nhật Bản, gấu là tổ tiên, đối với văn hóa Trung Hoa, gấu hay còn gọi là hùng mang thể khí dương, thể hiện sức mạnh quyền lực (hùng bá, hùng cứ, xưng hùng xưng bá)... Gấu là một loài động vật to lớn, hung dữ và nguy hiểm, không được kiểm soát, như một sức mạnh nguyên thủy, theo truyền thống gấu là một biểu trưng của tính hung ác, dã man, tàn nhẫn. Gấu còn là biểu tượng cho sức lực, với hình ảnh của một đại lực sĩ to lớn.

#### Tê giác
Rất hiếm hoi loài tê giác được coi là vua của dã thú. Một câu chuyện từ thành phố Mapungubwe thế kỷ XIII có kể về cảnh trong cảnh hỗn loạn và hùng vĩ vườn quốc gia Matopos ở miền nam Zimbabwe, vua sư tử đã từ bỏ ngai vàng của mình cho con tê giác trắng, chúa tể thực sự của nơi này.

#### Voi
Trong một số nền văn hóa châu Phi, những con voi đôi khi được coi là vua của loài thú, thay vì sư tử như nó dường như tượng trưng cho một vị cha già, bậc thượng hoàng, quốc phụ hơn là một vị vua chuyên chế.